# Liste der Biografien/Wij
Liste der Biografien |
Portal Biografien |
Personensuche
# |
A |
B |
C |
D |
E |
F |
G |
H |
I |
J |
K |
L |
M |
N |
O |
P |
Q |
R |
S |
T |
U |
V |
W |
X |
Y |
Z |
?
 
Wa |
Wc |
Wd |
We |
Wh |
Wi |
Wj |
Wl |
Wn |
Wo |
Wr |
Ws |
Wt |
Wu |
Ww |
Wy |
Wz
 
Wia |
Wib |
Wic |
Wid |
Wie |
Wif |
Wig |
Wih |
Wii |
Wij |
Wik |
Wil |
Wim |
Win |
Wio |
Wip |
Wir |
Wis |
Wit |
Wiv |
Wiw |
Wix |
Wiz
Die Liste der Biografien führt alle Personen auf, die in der deutschsprachigen Wikipedia einen Artikel haben. Dieses ist eine Teilliste mit 91 Einträgen von Personen, deren Namen mit den Buchstaben „Wij“ beginnt.

## Wij

### Wija
- Wijaya, Candra (* 1975), indonesischer Badmintonspieler
- Wijaya, Hendra (* 1985), singapurischer Badmintonspieler indonesischer Herkunft
- Wijaya, Indra (* 1974), singapurischer Badmintonspieler indonesischer Herkunft
- Wijaya, Raden, javanischer Herrscher
- Wijaya, Rendra (* 1984), indonesischer Badmintonspieler
- Wijaya, Rudy (* 1972), indonesischer Badmintonspieler

### Wijb
- Wijbenga, Bert (* 1964), niederländischer Politiker (VVD), Manager und Polizist

### Wijc
- Wijck, Carel Herman Aart van der (1840–1914), niederländischer Politiker
- Wijck, Harmen Jan van der (1769–1847), holländischer Freiherr und General, Landschaftsmaler in Deutschland
- Wijck, Herman Marinus van der (1843–1932), niederländischer Seeoffizier und Politiker
- Wijck, Herman van der (1815–1889), niederländischer Kolonialbeamter
- Wijckersloot, Jan van, niederländischer Maler

### Wijd
- Wijdekop, Cornelis (1914–2008), niederländischer Kanute
- Wijdekop, Pieter (1912–1982), niederländischer Kanute
- Wijdenbosch, Jules Albert (1941–2025), surinamischer Politiker, Premierminister und Staatspräsident von Suriname

### Wije
- Wijegunasinghe, Piyaseeli (1943–2010), sri-lankische Literaturkritikerin und Trotzkistin
- Wijekoon, Chaminda Indika (* 1981), sri-lankischer Mittelstreckenläufer
- Wijekoon, Niroshan (* 1964), sri-lankischer Badmintonspieler
- Wijenberg, Nadezhda (* 1964), niederländische Langstreckenläuferin russischer Herkunft
- Wijers, Clemens (* 1983), niederländischer Keyboarder, Pianist und Komponist und Mitglied der Band Carach Angren
- Wijesekera, A. R. L., sri-lankischer Badmintonspieler
- Wijesekera, Nanda, sri-lankische Badmintonspielerin
- Wijesinghe, Manuka (* 1963), sri-lankische Schriftstellerin
- Wijesundera, Rushri (* 1992), US-amerikanische Tennisspielerin
- Wijesuriya, Rasara (* 2002), sri-lankische Leichtathletin
- Wijetunga, Dingiri Banda (1916–2008), sri-lankischer Politiker (UNP)
- Wijeyeratne, Edwin (1889–1968), sri-lankischer Politiker und Diplomat
- Wijeyeratne, Neranjan (* 1956), sri-lankischer Politiker
- Wijeyeratne, Nissanka (1924–2007), sri-lankischer Politiker, Beamter, Diplomat und Poet

### Wijf
- Wijffels, Alain (* 1954), belgischer Rechtshistoriker
- Wijfje, Melissa (* 1995), niederländische Eisschnellläuferin

### Wijg
- Wijgerden, Cor van (* 1950), niederländischer Schachspieler, -trainer und -autor
- Wijgers, Caecilia (* 1967), niederländische Diplomatin

### Wijk
- Wijk, Anna (* 1991), schwedische Unihockeyspielerin
- Wijk, Dennis van (* 1962), niederländischer Fußballspieler und -trainer
- Wijk, Henri Louis Anne van (1909–2001), niederländischer Romanist, Hispanist und Lusitanist
- Wijk, Nicolaas van (1880–1941), niederländischer Germanist, Niederlandist
- Wijk, Remco van (* 1972), niederländischer Hockeyspieler
- Wijk, Uco van (1924–1966), niederländischer Astronom
- Wijkerslooth, Cornelius Ludovicus de (1786–1851), römisch-katholischer Geistlicher und Theologe, Titularbischof von Curium
- Wijkmark, Carl-Henning (1934–2020), schwedischer Schriftsteller, Literaturhistoriker, Übersetzer und Literaturkritiker
- Wijks, Marvin (1984–2025), niederländischer FußballspielerMarvin Wijks (1984–2025)

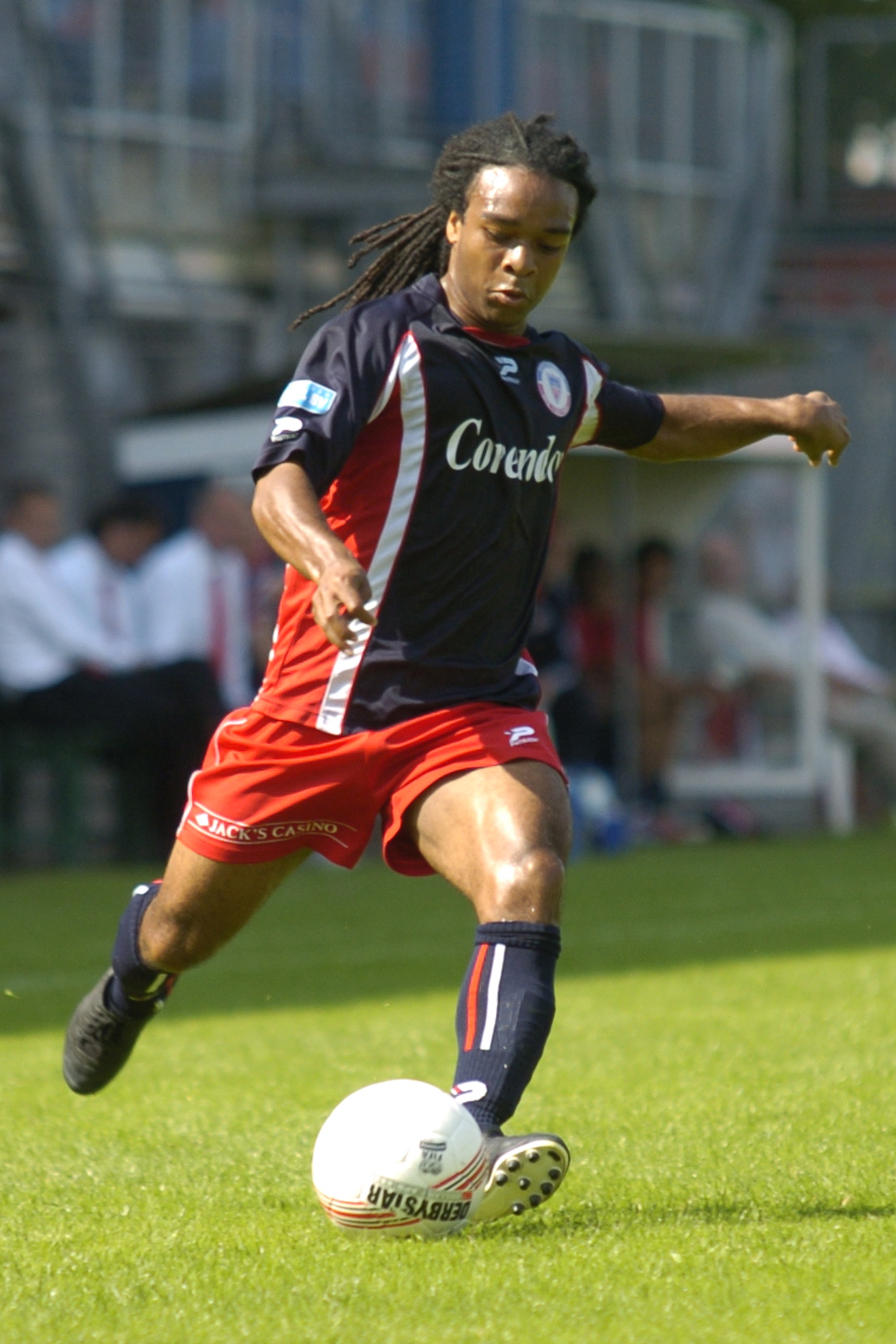
Marvin Wijks (1984–2025)

### Wijl
- Wijlens, Myriam (* 1962), niederländische Kirchenrechtlerin
- Wijler, Steve (* 1996), niederländischer Bogenschütze

### Wijm
- Wijmeersch, Erik (* 1970), belgischer Sprinter
- Wijmenga, Cisca (* 1964), niederländische Humangenetikerin

### Wijn
- Wijn, Jan (1934–2022), niederländischer klassischer Pianist und Musikpädagoge
- Wijn, Jan Willem (1891–1965), niederländischer Offizier und Historiker
- Wijn, Joop (* 1969), niederländischer Politiker (CDA)
- Wijn, Sander de (* 1990), niederländischer Hockeyspieler
- Wijnalda, Dirk (* 1973), niederländischer Triathlet
- Wijnaldum, Georginio (* 1990), niederländischer FußballspielerGeorginio Wijnaldum (* 1990)

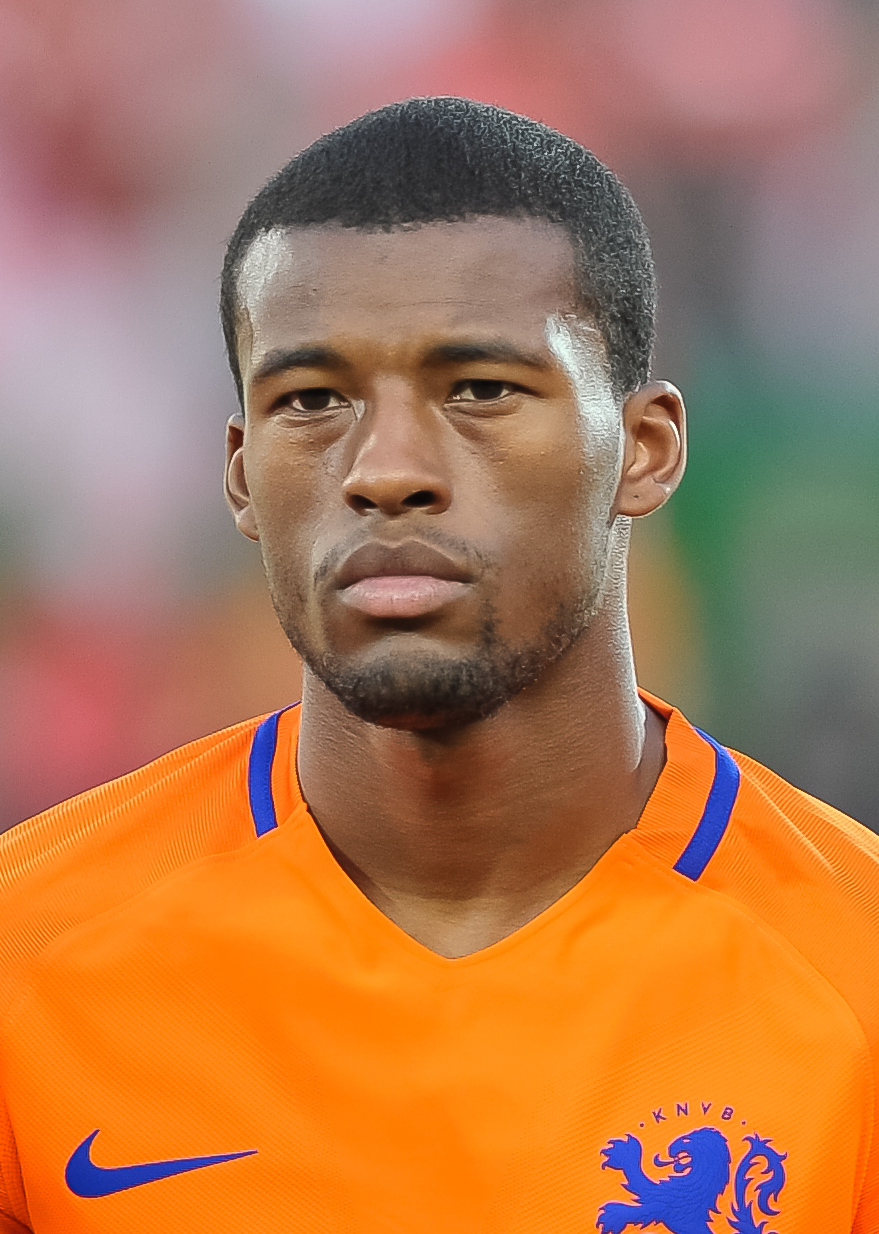
Georginio Wijnaldum (* 1990)

- Wijnaldum, Giliano (* 1992), niederländischer Fußballspieler
- Wijnands, Ad (* 1959), niederländischer Radrennfahrer
- Wijnants, Jan († 1684), niederländischer Maler
- Wijnants, Jan (* 1958), belgischer Radrennfahrer
- Wijnants, Ludwig (* 1956), belgischer Radrennfahrer
- Wijnants, Maarten (* 1982), belgischer Radrennfahrer
- Wijnants, Pierre (1914–1978), belgischer Ordensgeistlicher, römisch-katholischer Erzbischof von Mbandaka-Bikoro
- Wijnants, Sarah (* 1999), belgische Fußballnationalspielerin
- Wijnantz, Augustus (* 1795), niederländischer Architektur-, Interieur- und Vedutenmaler
- Wijnberg, Hans (1922–2011), niederländischer Chemiker und HochschullehrerHans Wijnberg (1922–2011)

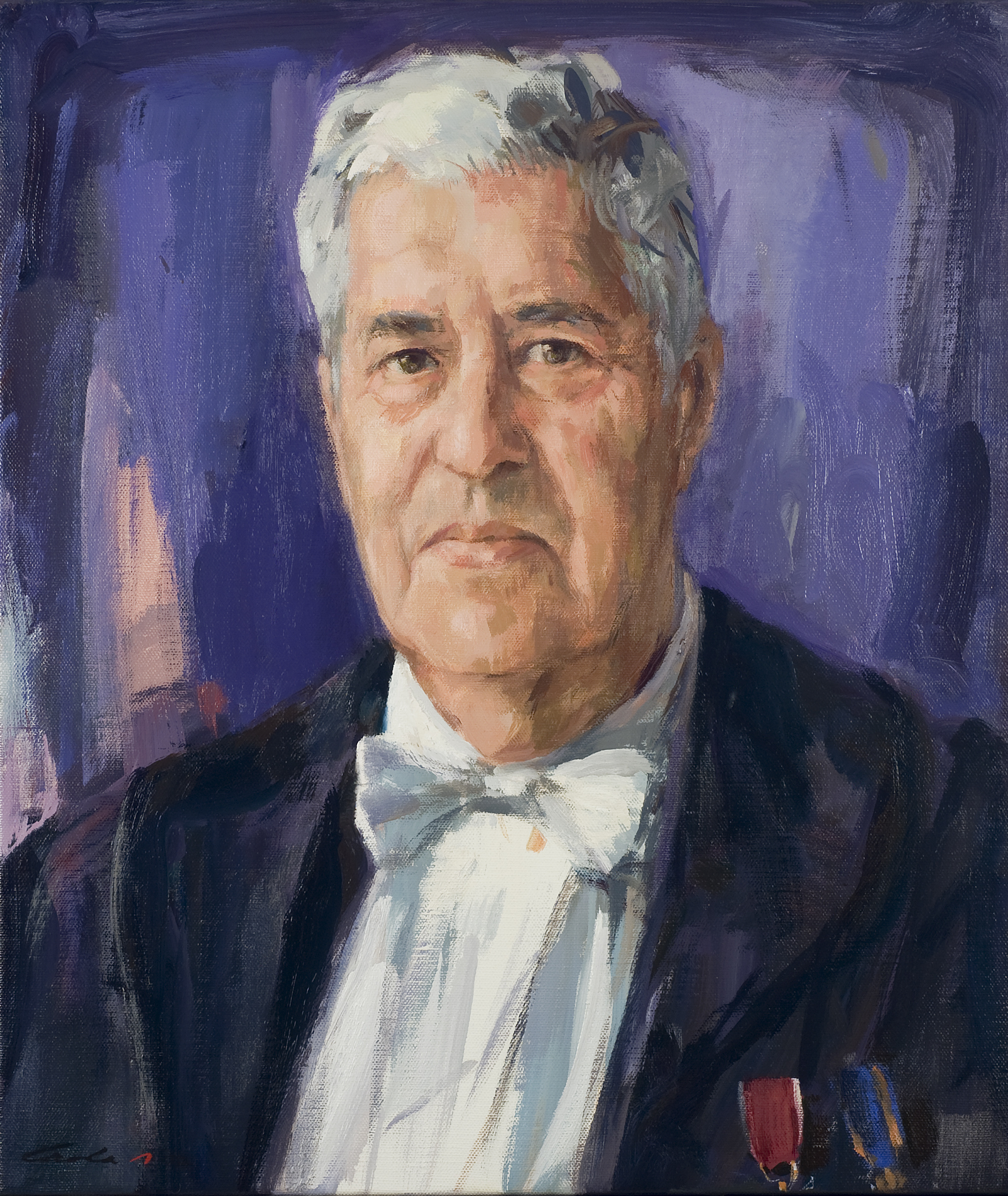
Hans Wijnberg (1922–2011)

- Wijnberg, Nachoem (* 1961), niederländischer Hochschullehrer sowie Poet und Autor
- Wijnberg, Selma (1922–2018), Überlebende des Vernichtungslagers Sobibór
- Wijndal, Owen (* 1999), niederländischer Fußballspieler
- Wijnen, Tini (1930–2000), niederländischer Karambolagespieler
- Wijngaard, Henk (* 1946), niederländischer Sänger
- Wijngaarden, Adriaan van (1916–1987), niederländischer Informatiker
- Wijngaarden, Gert Jan van (* 1964), niederländischer Klassischer Archäologe und Mykenologe
- Wijngaarden, Piet van (1898–1950), niederländischer Motorradrennfahrer
- Wijngaards, John (1935–2025), niederländischer Autor und Theologe
- Wijngaerdt, Petrus Theodorus van (1816–1893), niederländischer Genre- und Porträtmaler sowie Lithograf
- Wijnhoven, Elke (* 1981), niederländische Volleyballspielerin
- Wijninckx, Jos (1931–2009), belgischer Politiker
- Wijnmaalen, Marijke (* 1998), niederländische Stabhochspringerin
- Wijnne, Johan Adam (1822–1899), niederländischer Historiker
- Wijnoldy-Daniëls, Henri (1889–1932), niederländischer Fechter
- Wijnpersse, Dionysius van de (1724–1808), holländischer Philosoph
- Wijnstekers, Bennie (* 1955), niederländischer Fußballspieler
- Wijntuin, Emile (1924–2020), surinamischer Politiker
- Wijnveld, Barend (1820–1902), niederländischer Historien- und Genremaler sowie Kunstpädagoge
- Wijnveldt, David (1891–1962), niederländischer Fußballspieler
- Wijnvoord, Harry (* 1949), niederländischer FernsehmoderatorHarry Wijnvoord (* 1949)

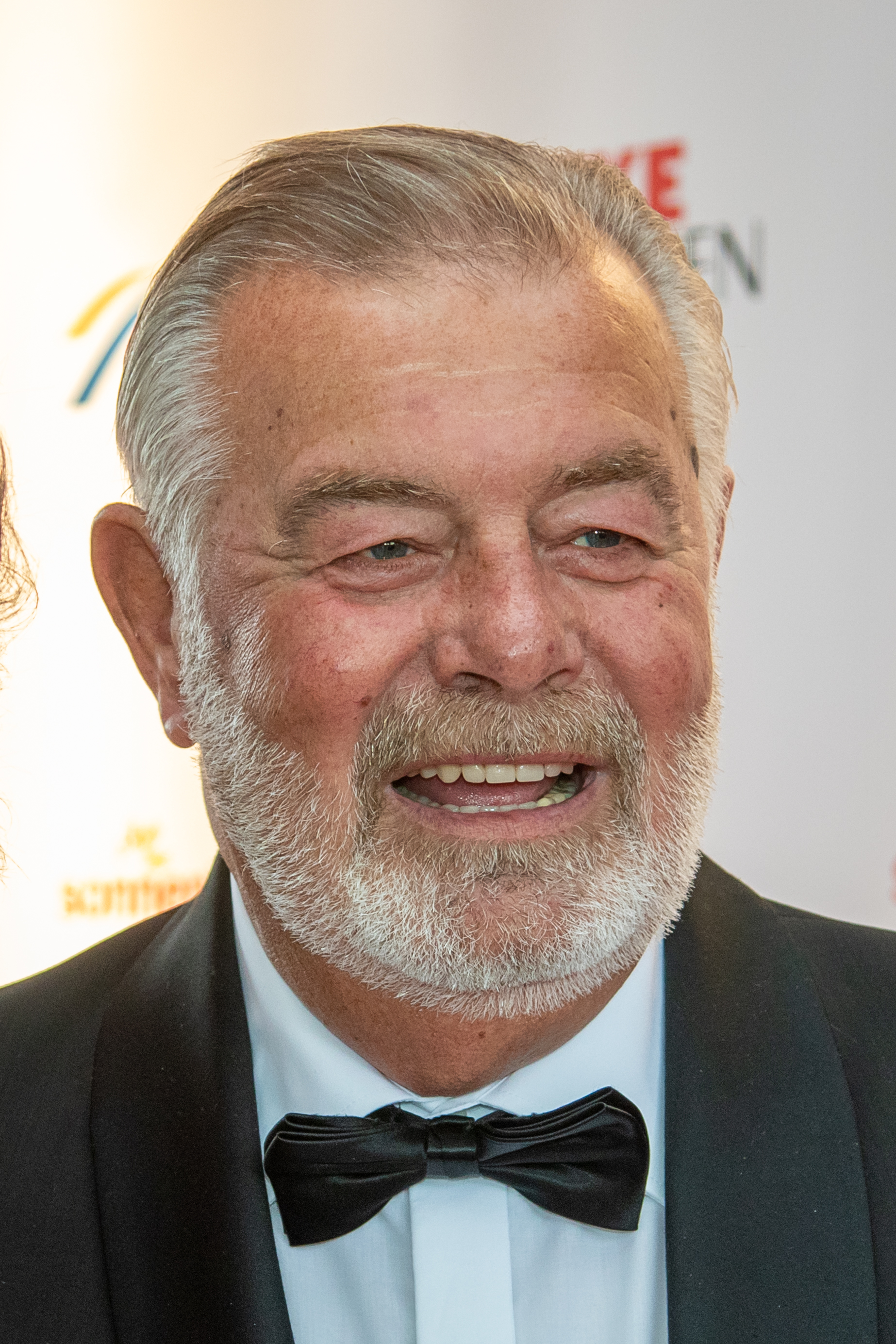
Harry Wijnvoord (* 1949)

### Wijs
- Wijs, Jacob Jan Alexander (1864–1942), niederländischer Chemiker
- Wijs, Jordy de (* 1995), niederländischer Fußballspieler
- Wijsman, Marieke (* 1975), niederländische Eisschnellläuferin
- Wijsmuller, Jan Hillebrand (1855–1925), niederländischer Künstler
- Wijst, Koen van der (* 1997), niederländischer Stabhochspringer

### Wijt
- Wijthoff, Willem Abraham (1865–1939), niederländischer Mathematiker
- Wijtyschyn, Wolodymyr (* 1959), ukrainischer Geistlicher, Erzbischof von Iwano-Frankiwsk

### Wijz
- Wijze, Kitty de (1920–1942), niederländische jüdische Einwohnerin Nijmegens und Holocaustopfer